# Walter F. George Lake
Der Walter F. George Lake, in Alabama meist Lake Eufaula genannt, ist ein Stausee, der in den US-Bundesstaaten Georgia und Alabama liegt. Der Name ehrt den Politiker Walter F. George.

## Lage
Am Westufer befindet sich die Stadt Eufaula, am Ostufer liegt Georgetown. Der Stausee wird in erster Linie vom Chattahoochee River gespeist. Weitere kleine Flüsse und Bäche fließen in den See. An der Südspitze bei Fort Gaines befindet sich die Walter F. George Lock and Dam genannte Staumauer, die den Chattahoochee River aufstaut, am nördlichen Teil erstreckt sich das Eufaula National Wildlife Refuge, ein Naturreservat, in dem ganzjährige Vogelbeobachtungen sowie Fischfangaktivitäten und Bootstouren möglich sind.

## Geschichte
Im Jahr 1963 wurde vom United States Army Corps of Engineers der Walter F. George Lock and Dam genannte Staudamm errichtet, der den Chattahoochee River aufstaute, wodurch ein Stausee mit einer Oberfläche von rund 180 km² entstand. Dieser Stausee erfüllt mehrere Aufgaben:
- Kontrolle des Flusswasserspiegels und Hochwasserschutz
- Elektrische Energieerzeugung mittels Hydropower
- Schaffung einer schiffbaren Fahrrinne
- Gründung von Naherholungsgebieten mit touristischen Einrichtungen

Vor der Flutung wurden im Bereich des neu zu bildenden Stausees zahlreiche Bäume abgeholzt.

## Technische Daten
Die folgenden Werte sind Durchschnittswerte, da die Daten jahreszeitlichen Schwankungen unterliegen.
- Fläche des Stausees: 45,180 acres (180 km²)
- Länge des Stausees: 31 miles (50 km)
- Breite: 1,2 bis 2,5 miles (2 bis 4 km)
- Volumen: 934.400 acre-feet (1.150.000×10³ m³)
- Höhe: 190 feet (58 m) über NHN
- vorherrschende Wassertiefe: 15 bis 18 feet (4,6 bis 5,5 m)
- Maximale Wassertiefe: 96 feet (30 m)
- Länge der Uferlinie: 640 miles (1030 km)
- der Stauseeboden besteht in erster Linie aus Ton sowie einigen Flächen aus Sand oder Felsgestein
- der See ist klar, sodass in vielen Bereichen der Boden sichtbar ist
- die Farbe reicht von rötlich bis dunkelgrün
- der See ist fruchtbar und zeichnet sich durch großen Fischreichtum aus